# Челанский, Людвик
Лю́двик Витезсла́в Че́ланский (чеш. Ludvík Vítězslav Čelanský; 17 июля 1870, Вена, Австро-Венгрия, ныне Австрия — 27 октября 1931, Прага, Чехословакия, ныне Чехия) — чешский композитор, дирижёр и педагог.

## Биография
Его отец, Ян Челанский, был капельмейстером в Обер-Краупене (ныне — Горни-Крупа). Людвик обучался в гимназии в Дойчброде (ныне — Гавличкув-Брод), а с 1887 по 1891 год — в педагогическом институте в Куттенберге (ныне — Кутна-Гора). Он работал учителем в течение одно года, прежде чем полностью посвятить себя музыке. В 1892—1894 годы учился в Пражской консерватории у Карела Штеккера (композиция). Работал дирижёром в 1895 году в Пильзине (Пльзене), в 1898—1899 годы — в Аграм (Загребе), в 1899—1900 годах — в Праге (в Национальном театре). В 1901 году был одним из основателей Чешской филармонии, а в 1918—1921 годах — первый руководитель Чешского филармонического оркестра. В 1902—1904 годах возглавлял симфонический оркестр в Лемберге (Львове), гастролировал с ним в 1903 году в России (Киев, Витебск, Смоленск), дирижировал оперными оркестрами в Кракове, Лодзи и в Праге («Театр на Виноградах»), Париже (театр «Аполло»), Нью-Йорке (Комическая опера), симфоническими оркестрами в Киеве, Варшаве, Брно. Выступал в печати как музыкальный критик.

## Сочинения
- опера «Камилла» / Kamilla (1897, Прага)
- мелодрама «Жебрак» / Žebrák (1894)
- мелодрама «Земля» / Země (1894)
- мелодрама «Баллада о душе» / Balada o duši (1895, по Яну Неруде)
- мелодрама «Чешская песня» / Česká píseň (1902)
- мелодрама «Братья» / Bratři (1903)
- мелодрама «Колокола» / Zvony (1903, на стихи Эдгара Аллана По)
- симфония (1915)
- симфоническая трилогия «Адам» — «Ной» — «Моисей» / Adam — Noe — Mojžíš (1915-19)
- симфоническая поэма «Гимн солнцу» / Hymnus slunci (1920)
- концертные увертюры (1900, 1902)
- пьесы для фортепиано
- «Te Deum» (1916)